# Archidiocèse de Grouard-McLennan
Pour les articles homonymes, voir McLennan.
L'archidiocèse de Grouard-McLennan est un archidiocèse métropolitain situé dans la province canadienne de l'Alberta. Il fut d'abord érigé en tant que vicariat apostolique d'Athabaska avant d'être élevé au rang d'archidiocèse le 13 juillet 1967 par le pape Paul VI. Son église-mère est la cathédrale Saint-Jean-Baptiste de McLennan (en).

## Géographie
L'archidiocèse de Grouard-McLennan couvre une superficie de 224 596 km2. En 2006, il comprenait une population de 44 470 catholiques, soit 38 % de la population totale de la région couverte. Il comprend 67 paroisses desservies par 25 prêtres et 2 diacres permanents. En comparaison, en 1950, il y avait deux fois moins de catholiques, mais presque trois fois plus de prêtres.

## Histoire

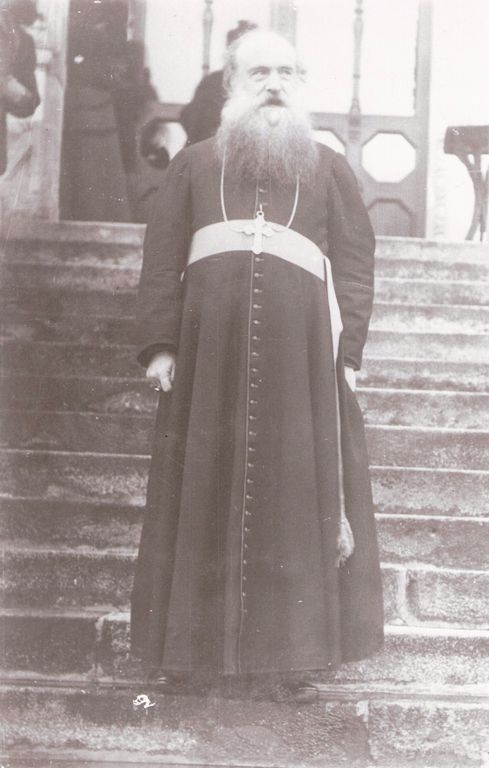
Émile Grouard.

Le territoire fut d'abord inclus dans le diocèse de Saint-Boniface. Le vicariat apostolique d'Athabaska-Mackenzie fut érigé le 8 avril 1862. Le 3 juillet 1901, les vicariats apostoliques d'Athabaska et de Mackenzie furent séparés. Le vicariat apostolique d'Athabaska changea de nom le 15 mars 1927 pour celui de « vicariat apostolique de Grouard ». Le 13 juillet 1967, le vicariat apostolique fut élevé au rang d'archidiocèse et son nom fut changé en archidiocèse de Grouard-McLennan. Avant son élévation, le vicariat était suffragant à l'archidiocèse d'Edmonton.
Les premiers évêques du diocèse furent issus des Oblats de Marie-Immaculée.

## Vicaires apostoliques et archevêques
- Henri Faraud (1862 - 1890)
- Émile Grouard (1890 - 1929)
- Joseph-Wilfrid Guy (1929 - 1937)
- Ubald Langlois (1938 - 1953)
- Henri Routhier (1953 - 1972)
- Henri Légaré (1972 - 1996)
- Henri Goudreault (1996 - 1998)
- Arthé Guimond 2000 - 2006)
- Gérard Pettipas (2006- )

## Diocèses suffragants
- Diocèse de Mackenzie-Fort Smith
- Diocèse de Whitehorse